# Egész számok

Az egész számok szimbóluma

Egész számoknak nevezzük a 0,1,2, … és −1,−2, … számokat. Az egész számok halmazának tehát részhalmaza a természetes számok halmaza.
Az egész számok halmazát Z-vel (általában tipográfiailag kiemelve, mint Z vagy {\displaystyle \mathbb {Z} }) jelöljük. Az utóbbi Unicode-ja  U+2124. A jelölés a német Zahlen (számok) szó rövidítése. Az egész számok halmaza végtelen, hisz a természetes számok halmazát (és minden természetes szám ellentettjét) tartalmazza. Sokkal meglepőbb, hogy az egész számok halmazának számossága megegyezik a természetes számok halmazának számosságával. Szemléletesen ez azt jelenti, hogy matematikai értelemben ugyanannyi elemük van, holott az egyik halmaz tartalmazza a másikat.
Az egész számok természetes rendezése növekvő sorrendben: …, −3, −2, −1, 0, 1, 2, 3, … A számelmélet az egész számokat vizsgálja.
Számítógépben az egész számokat rendszerint az int, integer, long, long long, BigInteger és más, hasonló nevű számtípusok ábrázolják.

## Matematikai definíció

A piros pontok a természetes számok rendezett párjait mutatják. Az összekötött piros pontok a vonal végén kékkel írt egész számot reprezentáló ekvivalenciaosztályok.

Az egész számokat az általános iskolában intuitívan vezetik be a kivonás segítségével; illetve úgy, hogy a természetes számokhoz hozzáveszik azok ellentettjeit. Azonban ez a definíció megnehezíti a különböző műveletek működésének ellenőrzését (jóldefiniáltság, megkívánt tulajdonságok), mivel esetszétválasztást igényel. Ezért a halmazelmélet absztraktabb konstrukciót használ.
A természetes számok {\displaystyle \mathbb {N} } halmazát ismertnek feltételezve a következőképpen definiálhatjuk az egész számokat: Tekintsük a {\displaystyle \mathbb {N} \times \mathbb {N} } Descartes-szorzatot, amely természetes számok rendezett párjaiból áll. Értelmezzük ezeken a párokon a (m,n)~(m',n'), ha m+n'=m'+n relációt, az (m,n)+(m',n')=(m+m',n+n') összeadást, és az {\displaystyle (m,n)\cdot (m'n')=(m\cdot m'+n\cdot n',m\cdot n'+m'\cdot n)} szorzást, valamint az (m,n)≤(m'n')-t, ha m+n'≤m'+n relációt. A ~ reláció ekvivalenciareláció. Az ekvivalenciaosztályok halmazát jelöljük {\displaystyle \mathbb {Z} }-vel. Az így nyert {\displaystyle \mathbb {Z} } halmazt nevezzük az egész számok halmazának.
Mindegyik ekvivalenciaosztály reprezentálható az (n,0) vagy (0,n) (vagy akár egyszerre mindkettő) alakú elemével. Az n természetes számot az [(n,0)] osztály azonosítja (más szóval a természetes számok beágyazhatók {\displaystyle \mathbb {Z} }-be), illetve a [(0,n)] osztályt –n-nel jelöljük (így megkaptuk az összes ekvivalenciaosztályt, a [(0,0)] osztályt kétszer, hiszen –0=0).
Így az [(a,b)]-t
{\displaystyle {\begin{cases}a-b,&{\mbox{ha }}a\geq b\\-(b-a),&{\mbox{ha }}a<b\end{cases}}}
módon jelölhetjük.
Ez a jelölés az egész számok megszokott reprezentációját adja: {... –3, –2, –1, 0, 1, 2, 3, ...}.
Például:
{\displaystyle {\begin{aligned}0&=[(0,0)]&=[(1,1)]&=\cdots &&=[(k,k)]\\1&=[(1,0)]&=[(2,1)]&=\cdots &&=[(k+1,k)]\\-1&=[(0,1)]&=[(1,2)]&=\cdots &&=[(k,k+1)]\\2&=[(2,0)]&=[(3,1)]&=\cdots &&=[(k+2,k)]\\-2&=[(0,2)]&=[(1,3)]&=\cdots &&=[(k,k+2)].\end{aligned}}}
{\displaystyle \mathbb {Z} } elemei a szokásos műveletekkel gyűrűt alkotnak. Az (a,b) pár additív inverze a (b,a) pár.
A konstrukció hasonlóan működik, ha a természetes számok halmazába nem veszik bele a nullát. Ekkor választhatók a következő reprezentáns elemek: az {\displaystyle n} természetes szám reprezentánsa {\displaystyle (n+1,1)}, az {\displaystyle n} negatív egészé {\displaystyle (1,1+n)}, és a nulláé {\displaystyle (1,1)}.

## Tulajdonságok
Az egész számok halmaza zárt (a négy alapművelet közül) az összeadásra, a kivonásra és a szorzásra. Az összeadás neutrális eleme a 0. Az additív inverz az ellentett, egy {\displaystyle n} egész szám ellentettje {\displaystyle -n}. A szorzás egységeleme az 1.
Az egész számok halmaza (a szokásos rendezéssel) lineárisan rendezett. A rendezés segítségével definiálhatók a következő függvények:
a szignumfüggvény:
{\displaystyle \operatorname {sgn}(x):={\begin{cases}-1&{\text{ha }}\quad x<0\\~~\,0&{\text{ha }}\quad x=0\\~~\,1&{\text{ha }}\quad x>0\end{cases}}}
és az abszolútértékfüggvény:
{\displaystyle |x|=\operatorname {abs} (x):={\begin{cases}~~\,x&{\text{ha }}\quad x\geq 0\\-x&{\text{ha }}\quad x<0\end{cases}}}
A kettő közötti összefüggés: 
{\displaystyle x=\operatorname {sgn}(x)\,|x|}
Az egész számok halmaza az összeadással Abel-csoportot (kommutatív csoportot), a szorzással kommutatív félcsoportot képez. A disztributivitás miatt az egész számok halmaza a fent definiált összeadással és szorzással gyűrűt alkot.
Az egész számok euklideszi gyűrűt alkotnak a szokásos maradékos osztással és az abszolútértékkel, mint normával. Emiatt két egész szám legnagyobb közös osztója euklideszi algoritmussal számítható. Az euklideszi gyűrű tulajdonságból következik az egyértelmű törzstényezős felbontás is.

## Számossága
Az egész számok halmazának számossága megszámlálhatóan végtelen (szokásos jelöléssel {\displaystyle \aleph _{0}}), ami megegyezik a természetes számok számosságával. Két halmaz számossága ugyanis akkor egyezik meg, ha létezik egy, a két halmaz között értelmezett bijekció. Ebben az esetben is létezik ilyen függvény, mégpedig pl:
{\displaystyle f:\mathbb {Z} \rightarrow \mathbb {N} }
{\displaystyle f(x):={\begin{cases}2x&{\mbox{ha }}x\geq 0\\-2x-1&{\mbox{ha }}x<0\end{cases}}}
Vagyis minden nemnegatív egész számhoz hozzárendeljük a páros természetes számokat, minden negatív számhoz pedig a páratlanokat. Az egész számok minden elemét képezzük valahova, és az összes természetes számba képezünk, ezért ez bijekció, azaz a két halmaz számossága megegyezik.

## Hasonló konstrukciók
- Általánosabban, kommutatív félcsoportokkal megismételhető a konstrukció. Az így létrejött csoport a Grothendieck-csoport. Így az egész számok a természetes számok Grothendieck-csoportja.
- A Gauss-egészek és az Eisenstein-egészek az egész számok két különböző bővítése komplex számokká.
- Az egész számok {\displaystyle {\widehat {\mathbb {Z} }}} provéges teljessé tétele {\displaystyle \mathbb {Z} } összes véges faktorcsoportjának projektív limesze (inverz limesze), az inverz rendszert az osztókhoz rendelt faktorcsoportok közti természetes epimorfizmusok adják. Így jönnek létre a provéges egészek, melyeket a {\displaystyle {\widehat {\mathbb {Z} }}} szimbólum jelöl.

## Fordítás
Ez a szócikk részben vagy egészben  a   Ganze Zahl című német Wikipédia-szócikk fordításán alapul.  Az eredeti cikk szerkesztőit annak laptörténete sorolja fel. Ez a jelzés csupán a megfogalmazás eredetét és a szerzői jogokat jelzi, nem szolgál a cikkben szereplő információk forrásmegjelöléseként.